# Božica Pažur
Božica Pažur hrvaška književnica, esejistka, urednica. * 11. december 1957, Butkovec.

## Življenje
Rodila se je v Varaždinski županiji. V Varaždinu je končala srednjo šolo. Na Filozofski Fakulteti v Zagrebu je študirala južnoslovanske jezike, književnost in francoski jezik. Magistrirala je na jezikoslovju. Doktorirala je na Filozofski fakulteti v Zagrebu iz teorije in zgodovine književnosti z disertacijo Kulturno-animalistički aspekti suvremenoga kajkavskoga pjesništva (semantičko-semiotičke korelacije).
Božica Pažur je glavna in odgovorna urednica časopisa Kaj, ki promocira kajkavski jezik, književnost in umetnost ter objavi leposlovna dela kajkavskih avtorjev in znanstvene publikacije o kajkavščini. Uredila je več leposlovnih del v kajkavščini in tudi znanstvene zbornike. Organizira izvedbo kulturno-znanstvenih projektov sklopu ti. Kajkavskega spravišča, ki širi kajkavska literarna dela ter znanstvene publikacije. Napisala je eseje, preglede, študije, razprave večinoma o sodobni kajkavski književnosti. V svojem pesništvu nasleduje ekspresionistične tradicije.

## Dela
- Zmučene rieči (1975)
- Ili-ali (1984)
- Manutekstura (2006)